# Palatul Westminster

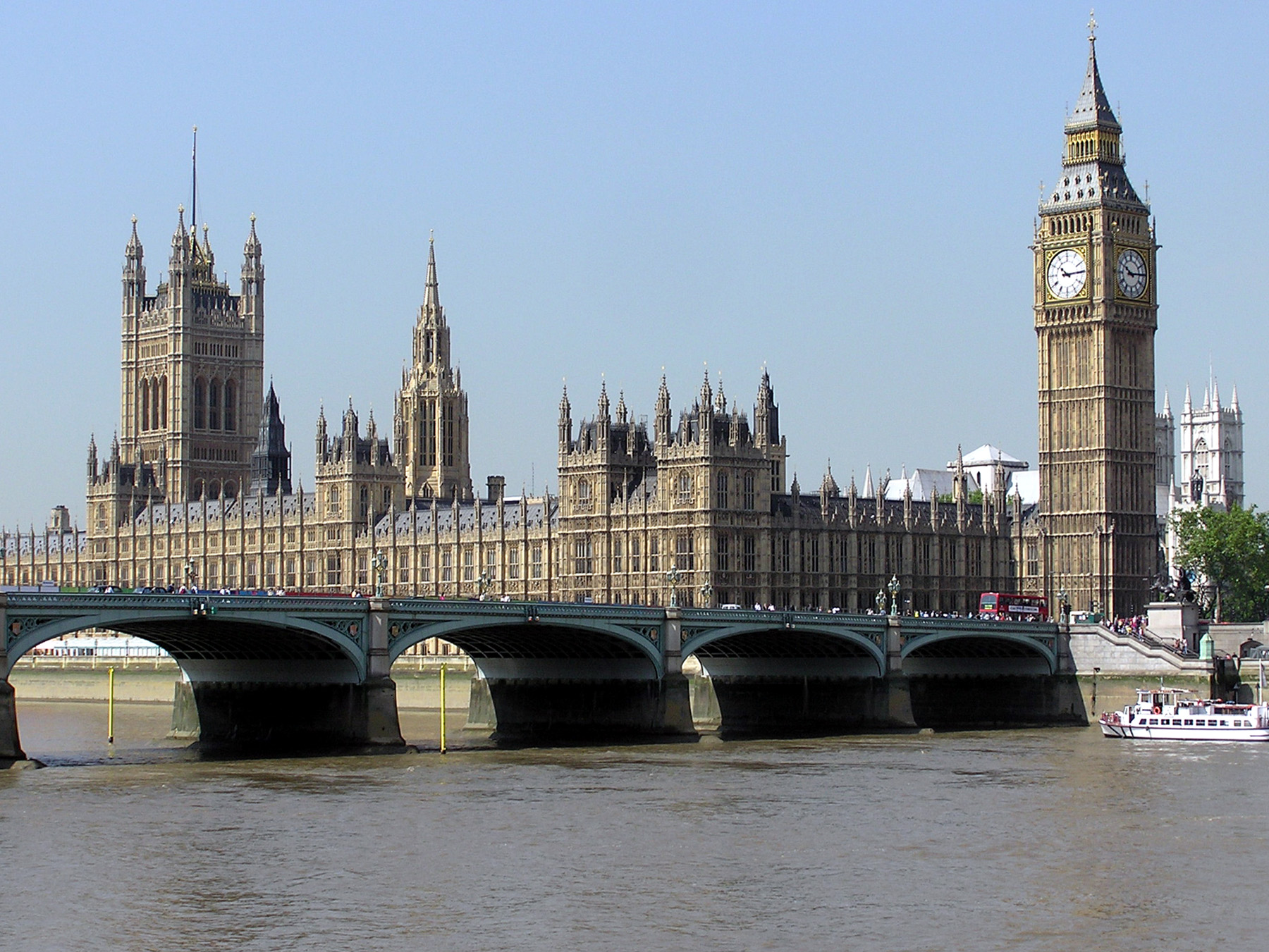
Palatul Westminster - Casa Parlamentului Britanic

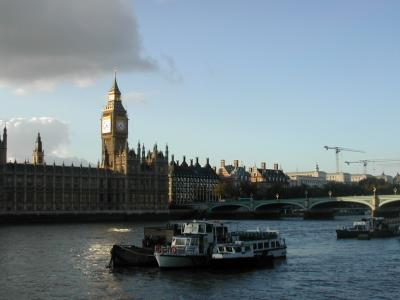
Palatul Westminster

Palatul Westminster (în engleză Palace of Westminster), cunoscut și sub numele de Casa Parlamentului (în engleză Houses of Parliament) este locul unde se află cele două camere ale Parlamentului Regatului Unit al Marii Britanii și Irlandei de Nord: Camera Lorzilor și Camera Comunelor.
Palatul Westminster este aproape de altă clădire guvernamentală numită Whitehall.  Actualul ansamblu al Palatului Westminster a fost construit între 1837 și 1860 în stil neogotic, după incendiul devastator din 1834 care a distrus aproape complet vechiul parlament britanic.
Plin de încărcătură istorică și atracție pentru milioane de turiști în fiecare an, Palatul Westminster este inclus de UNESCO în programul World Heritage Sites, împreună cu Biserica Sf. Margareta și Abația Westminster, cu care se învecinează. 
Abația Westminster a fost construită în secolul al XI-lea de către Eduard The Confessor. Clădirea este locul ceremoniilor regale, nu mai puțin de 38 de încoronări desfășurându-se aici. Tot aici au avut loc, în 1997, funerariile prințesei Diana.
Actualul ansamblu al Palatului Westminster este varianta reconstruită între anii 1837 și 1860, în stil neogotic, după ce incendiul devastator din 1834 a distrus aproape total vechiul parlament britanic, construit de William II la sfârșitul secolului al XI-lea.
Cu o formă aproximativ rectangulară, Palatul Parlamentului se întinde pe o suprafață de peste 30 000 de metri pătrați. El este flancat de două turnuri înalte de aproximativ o sută de metri, Victoria Tower și celebrul turn cu ceas, Big Ben.